# Оаро, Лоренсо
Лоренсо Оаро (фр. Lorenzo Hoareau; род. 6 января 2007, Мон-Флёри) — сейшельский футболист, полузащитник. Самый молодой автор гола в истории сборной Сейшельских Островов.

## Биография

### Клубная карьера
В марте 2022 года проходил просмотр в клубе французской Лиги 1 «Олимпик Марсель». В том же году был признан игроком года в школьной лиге Сейшельских Островов. Также в 2022 году он принял участие в первом розыгрыше чемпионата Сейшельских Островов среди игроков до 17 лет. Представлял команду Форестерс Мон-Флёри и стал лучшим бомбардиром лиги, разделив титул с Даханом Фанчеттом (по 10 голов). Был номинирован на звание лучшего игрока лиги, но уступил Фанчетту

### Карьера в сборной
В 2021 году был вызван на сентябрьские товарищеские матчи основной сборной Сейшельских Островов. Дебютировал за команду 1 сентября в игре против сборной Комор (1:7). 4 сентября вышел на поле в матче со сборной Бурунди (1:8), в котором отметился забитым голом с пенальти на 81-й минуте. На момент проведения матча ему было 14 лет и 242 дня, что делает его вторым самым молодым автором гола в матчах первых сборных и самым молодым среди африканцев.
В 2022 году принял участие в отборочном турнире юношеского Кубка африканских наций.